# Лемберг Руис, Эмилио
Эмилио Лемберг Руис (исп. Emilio Lehmberg Ruiz; 9 ноября 1905, Малага — 24 августа 1959, Лас-Росас-де-Мадрид) — испанский композитор, наиболее значительный композитор из Малаги в XX веке.
Сын немецкого военного моряка Отто Лемберга с потерпевшего крушение в 1900 году в гавани Малаги фрегата «Гнейзенау» и местной жительницы Кончиты Руис, чья семья приютила моряка после катастрофы. Учился музыке в своём родном городе, а затем в Мадридской консерватории у Конрадо дель Кампо (композиция) и Леопольдо Кероля (фортепиано).
С 1930 года зарабатывал на жизнь игрой на скрипке в местных оркестрах, сочинял фортепианные пьесы, в том числе сюиты «Гранада» и «Малага», следующие в целом националистическому течению в испанской музыке, основанному на музыкальном фольклоре Андалусии. К 1931 году относится первое крупное оркестровое сочинение Лемберга — симфоническая поэма «Впечатления заката» (исп. Impresiones del atardecer), написанная для оркестра Хосе Лассаля; завершается этот период в его творчестве Андалусской сюитой (исп. Suite andaluza; 1942) — произведения этого этапа несут на себе заметное влияние Мануэля де Фальи. В том же 1942 году женился на пианистке Кармен Гонсалес Фейхоо и переехал в Мадрид.
В 1940-е гг. работал преимущественно в коммерческом жанре музыкального ревю. Наибольший успех принесла ему постановка «Вот увидите, вот споёте» (исп. Lo verás y lo cantarás; 1954), созданная в сотрудничестве с известным испанским комиком Тони Лебланком. Тем не менее, последней работой Лемберга стала Симфония на праздник Святой Цецилии (исп. Sinfonía para la festividad de Santa Cecilia; 1959) — четырёхчастное сочинение в романтическом стиле, с заметным влиянием Иоганнеса Брамса. Вскоре после завершения этого произведения композитор, страдавший усиливавшимся психическим заболеванием, ушёл из жизни, попав под поезд недалеко от Мадрида.
Имя Лемберга носит улица (исп. Calle Compositor Lehmberg Ruiz) в Малаге.